# Scheichtum Aqrabi

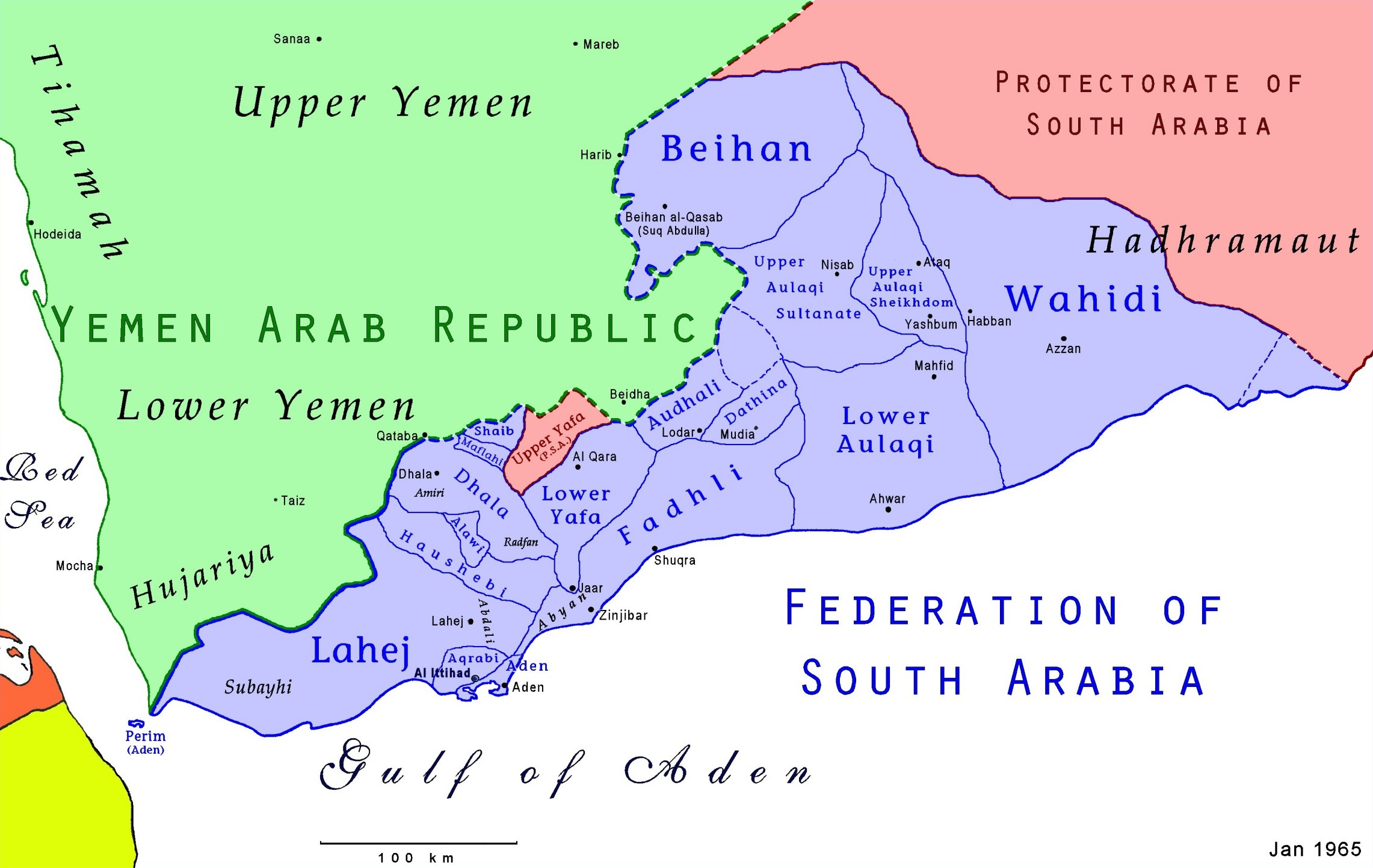
Karte der Südarabischen Föderation

Das Scheichtum Aqrabi (arabisch مشيخة العقربي, DMG Mašyaḫat al-ʿAqrabī) war ein Staat innerhalb der Südarabischen Föderation, nachdem es kurzzeitig zur Föderation der Arabischen Emirate des Südens gehört hatte. Das Gebiet ist heute Teil der Republik Jemen.
Ursprünglich war das Gebiet Teil des Sultanats von Lahidsch gewesen, hatte sich im 18. Jahrhundert jedoch davon getrennt. Es war einer der neun Kantone (Sultanat von Lahidsch, Emirat von Dhala, Scheichtum Alawi, Unteres Aulaqi-Sultanat, Sultanat Fadli, Hauschabi, Unteres Yafi-Sultanat), die im späten 19. Jahrhundert den Schutzvertrag mit dem Vereinigten Königreich unterzeichneten. Seine Hauptstadt war Bir Ahmad und es lag zwischen Lahidsch und dem Staat Aden. Sein letzter Scheich war Mahmud ibn Muhammad al-Aqrabi. Dieser wurde entmachtet und sein Scheichtum ging 1967 in der Volksdemokratischen Republik Jemen auf.

## Geographie
| Sultanat von Lahidsch | Sultanat von Lahidsch                       | Sultanat von Lahidsch |
| Sultanat von Lahidsch | Kompassrose, die auf Nachbargemeinden zeigt | Kolonie Aden          |
| Sultanat von Lahidsch | Kolonie Aden                                | Kolonie Aden          |